# Caryn Davies
Caryn Davies (Ithaca (New York) 14 april 1982) is een Amerikaans roeister.
Davies won in 2002 de wereldtitel met de Amerikaanse acht, een jaar later werd Davis wereldkampioen in de niet olympische vier-zonder. Tijdens de Olympische Zomerspelen 2004 behaalde Davies de zilveren medaille in de acht. Zowel in 2006 als in 2007 werd Davies wereldkampioen in de acht. In 2008 werd Davies olympisch kampioen met de Amerikaanse acht. Vier jaar later in Londen prolongeerde Davies haar olympische titel in de acht. Davies werk sinds 2013 als advocaat in Boston.

## Resultaten

### Olympische Zomerspelen
| Jaar | Plaats | Resultaten |
| ---- | ------ | ---------- |
| 2004 | Athene | in de acht |
| 2008 | Peking | in de acht |
| 2012 | Londen | in de acht |

### Wereldkampioenschappen roeien
| Jaar | Plaats  | Resultaten           |
| ---- | ------- | -------------------- |
| 2002 | Sevilla | in de acht           |
| 2003 | Milaan  | in de vier-zonder    |
| 2005 | Kaizu   | 5e in de dubbel-vier |
| 2006 | Eton    | in de acht           |
| 2007 | München | in de acht           |
| 2011 | Bled    | 8e in de twee-zonder |

1976: Goretzki & Knetsch & Richter & Ahrenholz & Kallies & Ebert & Lehmann & Müller & Wilke ·
1980: Boesler & Neisser & Köpke & Schütz & Kühn & Richter & Sandig & Metze & Wilke ·
1984: O'Steen & Metcalf & Bower & Graves & Flanagan & Norelius & Thorsness & Keeler & Beard ·
1988: Strauch & Zeidler & Haacker & Wild & Kluge & Schröer & Balthasar & Stange & Neunast ·
1992: Barnes & Taylor & Delehanty & Crawford & McBean & Worthington & Monroe & Heddle & Thompson ·
1996: Tănase & Cochelea & Gafencu & Spîrcu & Olteanu & Lipă & Popescu & Ignat & Georgescu ·
2000: Damian & Susanu & Olteanu & Cochelea & Dumitrache & Lipă & Gafencu & Ignat & Georgescu ·
2004: Florea & Susanu & Bărăscu & Papuc & Gafencu & Lipă & Damian & Ignat & Georgescu ·
2008: Cafaro & Cummins & Davies & Francia & Goodale & Lind & Logan & Shoop & Whipple ·
2012: Cafaro & Francia & Lofgren & Ritzel, Musnicki & Logan & Lind, Davies & Whipple ·
2016: Elmore & Gobbo & Logan & Musnicki, Polk & Regan & Schmetterling & Simmonds & Snyder ·
2020: Roman & Gruchalla-Wesierski & Roper & Proske & Grainger & Mailey & Payne & Wasteneys & Kit ·
2024: Rusu & Anghel & Bodnar & Lehaci & Adam & Bereș & Vrînceanu & Radiș & Petreanu